# Robert Armbruster
John Robert Armbruster (* 9. Oktober 1896 in Philadelphia, Pennsylvania; † 20. Juni 1994 in Los Angeles, Kalifornien) war ein US-amerikanischer Komponist, Dirigent und Arrangeur.

## Leben
John Robert Armbruster begann im Alter von acht Jahren als Konzertpianist aufzutreten. Nach seinem Abschluss an der West Philadelphia High School studierte er Musik bei Constantin von Sternberg. Anschließend zog er nach Kalifornien, wo er das „Robert Armbruster Orchestra“ gründete und bei NBC Radio-Shows wie der „Chase & Sanborn Hour“ im Hintergrund spielte. Einige Jahre später begann er für MGM Filmmusik zu komponieren, wobei er häufig als Ersatz und für die zusätzliche Musik engagiert wurde, wodurch er häufig im Abspann nicht erwähnt wurde. Sein größter Erfolg war 1965 eine Oscarnominierung für die Beste Filmmusik von Goldgräber-Molly.

## Filmografie (Auswahl)
- 1947: Ich kann mein Herz nur einmal verschenken (Northwest Outpost)
- 1952: I Dream of Jeanie
- 1955: City of Shadows
- 1962: Die Strolche von Mexiko (Dime with a Halo)
- 1964: Goldgräber-Molly (The Unsinkable Molly Brown)
- 1965: Clarence, der schielende Löwe (Clarence, the Cross-Eyed Lion)
- 1967: Solo für O.N.C.E.L. (The Man from U.N.C.L.E.) (Fernsehserie, 1 Episode)

## Auszeichnung (Auswahl)
Oscar
- 1965: Nominierung für die Beste Filmmusik von Goldgräber-Molly